# Macédoine aux Jeux olympiques d'été de 2004
La Macédoine participe aux Jeux olympiques d'été de 2004 à Athènes.

## Athlètes engagés
La Macédoine est représentée par 10 athlètes dont 7 hommes et 3 femmes engagés dans 5 sports (athlétisme, canoë-kayak, lutte, natation, tir).